# ELVIS ALIVE!
ELVIS ALIVE!（エルビス アライブ）は、ミュージックバードで、2007年4月1日から2008年3月30日放送されていた番組。放送時間は、毎週日曜日の19:00-20:55（2007年9月30日までは、20:00-20:55だった）（JST）。また、一部のコミュニティ放送局でもネットされていた。

## 概要
萩原健太をパーソナリティとして、エルヴィス・プレスリーの、ロックンロール、ソングライター、映画などを紹介する。

## タイムテーブル
（2007年4月）
- 20:00-20:03 オープニング
- 20:03-20:10 「エルヴィス・プレスリー 今日は何の日」・音楽
- 20:10-20:18 「ELVIS TODAY」・音楽
- 20:18-20:50 週替わり特集
- 20:50-20:55 エンディング

## コーナー
- エルヴィス・プレスリー 今日は何の日

放送日がエルヴィス・プレスリーにとってどんな日だったか辿る。
- ELVIS TODAY

2007年のエルヴィス・プレスリーについての最新情報
- ソングライターファイル

エルヴィス・プレスリーの曲をカバーした人たちを紹介。